# Скотт, Пенелопа
Пенелопа Скотт — американская певица, музыкант, автор и продюсер песен. Она в одиночку создала всю собственную музыку. После выпуска сборников Junkyard (2020) и The Junkyard 2 (2020) в августе 2020 года Скотт выпустила свой дебютный альбом Public Void. Её вирусная песня «Rät» достигла 29-го места в чарте Billboard Hot Rock & Alternative Songs. Последний EP Пенелопы Hazards был выпущен в 2021 году.

## Биография
Скотт начала учиться игре на фортепиано в возрасте восьми лет. В средней и старшей школе она сосредоточилась на написании текстов и обучении записи. Пенелопа начала загружать свои песни в Интернет, посещая занятия по музыкальному продюсированию в колледже. Она выпустила альбом под названием Junkyard 27 февраля 2020, за которым последовал выпуск Junkyard 2 13 мая 2020. Песня из её второго альбома, «Sweet Hibiscus Tea», обрела популярность в том же месяце. Позже Пенелопа отметила свое удивление успехом альбома Junkyard 2 учитывая отсутствие навыков микширования. Её курсы в колледже помогли ей развить более поздние навыки микширования, хотя она также посещала курсы философии и информатики.
Её дебютный альбом, Public Void, был выпущен на Bandcamp 29 августа 2020, позже на стриминговых платформах 25 сентября 2020. В конце 2020 музыка Пенелопы нашла свою аудиторию в приложении для коротких видео TikTok. Её песня «Rät» обрела популярность в сентябре 2020. Эта песня была о разочаровании в Силиконовой Долине и технологических миллиардерах, включая Илона Маска. «Rät» достигла 29-го места в чарте Billboard́s Hot Rock & Alternative Songs Chart. Музыкальный продюсер Джесси Кэннон описал её тексты как «чертовски онлайн». Десятки тысяч видео в TikTok были сняты под эту песню. 4 ноября 2020 года Пенелопа выпускает свой сингл «Born2Run», который стал вирусным до его официального релиза. Песня привлекла внимание после штурма Капитолия Соединенных Штатов в 2021, из-за её текстов, описывающих вымышленный штурм Капитолия США политически вовлеченной молодежью. 30 апреля 2021 Пенелопа появилась в песне «Brittle, Baby!» Чарли Криса. Она также появилась в его музыкальном клипе как анимированная версия самой себя.
В июле 2021 года Скотт выпустила песню «7 O’Clock» и анонсирует EP названный Hazards, который вышел 27 августа 2021 под лейблом Many Hats Distribution. Она выпускает песню «Dead Girls» в качестве сингла за день до выхода EP. В декабре 2021 года Скотт исполнила песню Кэрри Андервуд «Before He Cheats» для эпизода the Recording Academy.

## Признание
В ноябре 2020 появилась на Rolling Stone's Breakthrough 25, в котором представлены исполнители с большим числом прослушиваний на стриминговых платформах — Скотт была пятой, имея 5,4 миллионов прослушиваний на той неделе. Её песня «Rät» появилась в Top 40 of Billboard́s Hot Rock & Alternative Songs. Billboard́s Даниэль Челоски из Billboard сказал о музыке Пенелопы: «В звуковом плане это похоже на то, чтобы быть внутри видеоигры; в лирическом плане это похоже на прокрутку страницы мемов Tumblr с резкой девочкой-подростком».
Она была описана как пример того что TikTok позволяет артистам обрести успех без подписания договора с лейблом; она достигла 3 миллионов слушателей на Spotify без появления в СМИ. К марту 2021 года её музыка транслировалась в Соединенных Штатах примерно 88 миллионов раз.

## Дискография

### Альбомы

#### Студийные альбомы
| Название    | Подробная информация об альбоме                                                                                             | Позиция в чартах |
| Название    | Подробная информация об альбоме                                                                                             | LIT              |
| ----------- | --- | ---------------- |
| Public Void | - Выпущено: 29 августа 2020 - Лейбл: Tesla’s Pigeon - Формат выпуска: Цифровая загрузка, стриминговые платформы, CD, винил  | 85               |
| Water Dogs  | - Выпущено: 14 марта 2025 - Лейбл: Many Hat Distribution - Формат выпуска: Цифровая загрузка, стриминговые платформы, винил | -                |

#### Сборники
| Title          | Album details                                                                                                |
| -------------- | --- |
| Junkyard       | - Выпущено: 27 февраля 2020 - Лейбл: отсутствует - Формат выпуска: Цифровая загрузка, стриминговые платформы |
| The Junkyard 2 | - Выпущен: 13 мая 2020 - Лейбл: отсутствует - Формат выпуска: Цифровая загрузка, стриминговые платформы      |

### Мини-альбомы
| Title         | EP details |
| ------------- | --- |
| Goblin Hours  | - Выпущен: 24 октября 2019 - Лейбл: отсутствует - Формат выпуска: Цифровая загрузка, стриминговые платформы            |
| Dancin' Times | - Выпущен: 2 июня 2020 - Лейбл: отсутствует - Формат выпуска: Цифровая загрузка, стриминговые платформы                |
| Hazards       | - Выпущен: 27 августа 2021 - Лейбл: Many Hats Distribution - Формат выпуска: Цифровая загрузка, стриминговые платформы |

### Синглы
| Название                           | Год выпуска | Позиция в чартах | Альбом             |
| Название                           | Год выпуска | US Rock          | Альбом             |
| ---------------------------------- | ----------- | ---------------- | ------------------ |
| «Rät»                              | 2020        | 29               | Public Void        |
| «Born2Run»                         | 2020        | —                | Синглы без альбома |
| «Brittle, Baby!» (with Char Chris) | 2021        | —                | Синглы без альбома |
| «7 O’Clock»                        | 2021        | —                | Hazards            |
| «Dead Girls»                       | 2021        | —                | Hazards            |